# Sarıkaya (Name)
Sarıkaya ist ein türkischer männlicher Vorname mit der Bedeutung „jemand, der blond und stark (kräftig) ist“, gebildet aus den türkischen Elementen sarı (blond) und kaya (der Felsen). Sarıkaya tritt auch als Familienname auf.

## Namensträger

### Familienname
- Hazal Sarıkaya (* 1996), türkische Schwimmerin
- Muhammed Emin Sarıkaya (* 2002), türkischer Fußballspieler
- Özlem Sarikaya (* 1974), deutsche Fernsehjournalistin und Moderatorin beim Bayerischen Rundfunk
- Serenay Sarıkaya (* 1992), türkische Schauspielerin und Model
- Yaşar Sarıkaya (* 1965), türkischer Hochschullehrer für Islamische Theologie und Didaktik (in Deutschland lehrend)